# Gestión de proyectos por cadena crítica
Desarrollada por Eliyahu M. Goldratt, la gestión de proyectos por cadena crítica (CCPM por sus siglas en inglés) está basada en métodos y algoritmos derivados de su Teoría de Restricciones. La idea de la CCPM fue presentada en 1997 en su libro Critical Chain. A la CCPM le ha sido adjudicado el logro de proyectos en un 10 % a 50 % más rápido y/o barato que el uso de métodos tradicionales (como el CPM, PERT, Gantt, etc.) desarrollados entre 1910 y 1960.

## CCPM vs métodos tradicionales
Numerosos estudios hechos por Standish Group y otros acerca del cumplimiento de objetivos de la gestión de proyectos, reflejan que sólo el 44% de los proyectos terminan a tiempo y que el 70 % de los proyectos no consiguen su alcance planificado, y que el 30% es cancelado antes de su finalización.
Parte de estos retrasos se puede deber a problemas en la planificación como trabajos múltiples, el síndrome del estudiante, y la falta de priorización.

## Cadena crítica
En la gestión de proyectos, la cadena crítica es la secuencia de precedencias y elementos terminales dependientes de recursos que evitan que un proyecto, al que se le dan recursos limitados, pueda ser completado en un tiempo menor. Si los recursos de un proyecto estuviesen siempre disponibles en cantidades ilimitadas, entonces la cadena crítica de un proyecto sería igual a su ruta crítica.
En entornos de multiproyectos, o sea cuando simultáneamente se ejecutan o deben ejecutarse varios proyectos, siempre existirán limitaciones en la disponibilidad sincronizada de los recursos, por lo que la Cadena Crítica es siempre más efectiva que la tradicional ruta crítica.

## Método de la cadena crítica
El método de la cadena crítica es usado como alternativa a la ruta crítica. Las principales características que distinguen a la cadena crítica de la ruta crítica son:
1. Efectiva subordinación a la decisión de explotación de los recursos críticos del proyecto
2. El uso de dependencias de recursos (casi siempre implícitas). Implícitas se refiere a que no están incluidas en la red del proyecto pero tienen que ser identificadas mediante la búsqueda de los recursos requeridos.
3. La falta de búsqueda por una solución óptima. Esto significa que una solución "suficientemente buena" es suficiente porque:
  1. Hasta donde se sabe, no existe método analítico alguno que permita hallar un óptimo absoluto.
  2. La incertidumbre inherente a los estimados es mucho más grande que la diferencia entre una solución óptima y una cercana a lo óptimo ("suficientemente buena").
4. La identificación e inserción de buffers:
  - Buffer de proyecto,
  - Buffers de alimentación, y
  - Buffers de recursos.

La CCPM utiliza la gestión de buffers en vez de la gestión del valor ganado para determinar los progresos del proyecto. Algunos administradores de proyecto creen que la técnica de gestión del valor ganado es engañosa, ya que no distingue entre el progreso de las restricciones del proyecto y el progreso de las "no restricciones".